# Pszczółki (Woźnice)
Pszczółki (niem. Karlshorst) – część wsi Woźnice w Polsce, położona w województwie warmińsko-mazurskim, w powiecie mrągowskim, w gminie Mikołajki.
W latach 1975–1998 Pszczółki administracyjnie należały do województwa suwalskiego.